# Mercuria Energy Group
Die Mercuria Energy Group Holding SA mit Sitz in Genf ist ein Schweizer Mineralölhandelsunternehmen. Es bildet die Handelseinheit der in Zypern domizilierten Mercuria Energy Group Ltd. Das Unternehmen ist einer der fünf größten unabhängigen Energiehändler und Anlagenbetreiber weltweit und in 50 verschiedenen Ländern tätig.
Das Unternehmen wurde 2004 von Schweizer Rohstoffhändlern Marco Dunand und Daniel Jaeggi gegründet, die damals Führungskräfte bei Phibro waren, dem Rohstoffhändler, der 2009 von Citigroup an Occidental Petroleum verkauft wurde. Das Unternehmen konzentrierte sich bis 2007 hauptsächlich auf den Ölhandel.  Zuvor hatte Mercuria die Kontrolle über die J&S Group übernommen, die nach den polnischen Unternehmern Gregory Jankilevitsch und Wiaczeslaw Smolokowski benannt war. Jankilevitsch und Smolokowski traten als Gründer von Mercuria bei und sind bis heute Aktionäre.
Die Unternehmensgruppe handelt hauptsächlich mit Erdölprodukten, hat ihre Handelsaktivitäten aber auch auf Strom, Erdgas, Kohle und Emissionsrechtehandel ausgeweitet.
2013 kaufte Mercuria für 3,5 Milliarden US-Dollar die Rohstoffsparte von JPMorgan Chase.
2016 stieg ChemChina mit einer Beteiligung von zwölf Prozent bei Mercuria ein. Im April 2018 wurde bekannt, dass ChemChina den Anteil am Unternehmen erhöhen will.
Im Juni 2022 war die Mercuria Energy Trading in der Liste der grössten Unternehmen in der Schweiz auf dem vierten Rang vertreten.